# طایفه سرابندی
خاندان سرابندی یا سربندی یکی از طوایف بزرگ سیستانی است که در یک دوره طولانی از قدرتمندترین طوایف سیستان بوده‌اند و از وابستگان طایفه براهویی (محمدحسنی) به‌شمار می‌آیند. این طایفه همراه با نادرشاه در تسخیر هندوستان شرکت داشتند و بعدها در
حکومت نادرشاه، فراز و فرودهایی داشتند تا این که بارها کردن خانه به دوشی به زندگی کشاورزی روآوردند.

آنها خود را بازماندگان خاندان سورن در سیستان می‌دانند که نسل به نسل مرزبانان و فرماندهان و حاکمان سیستان بوده‌اند.

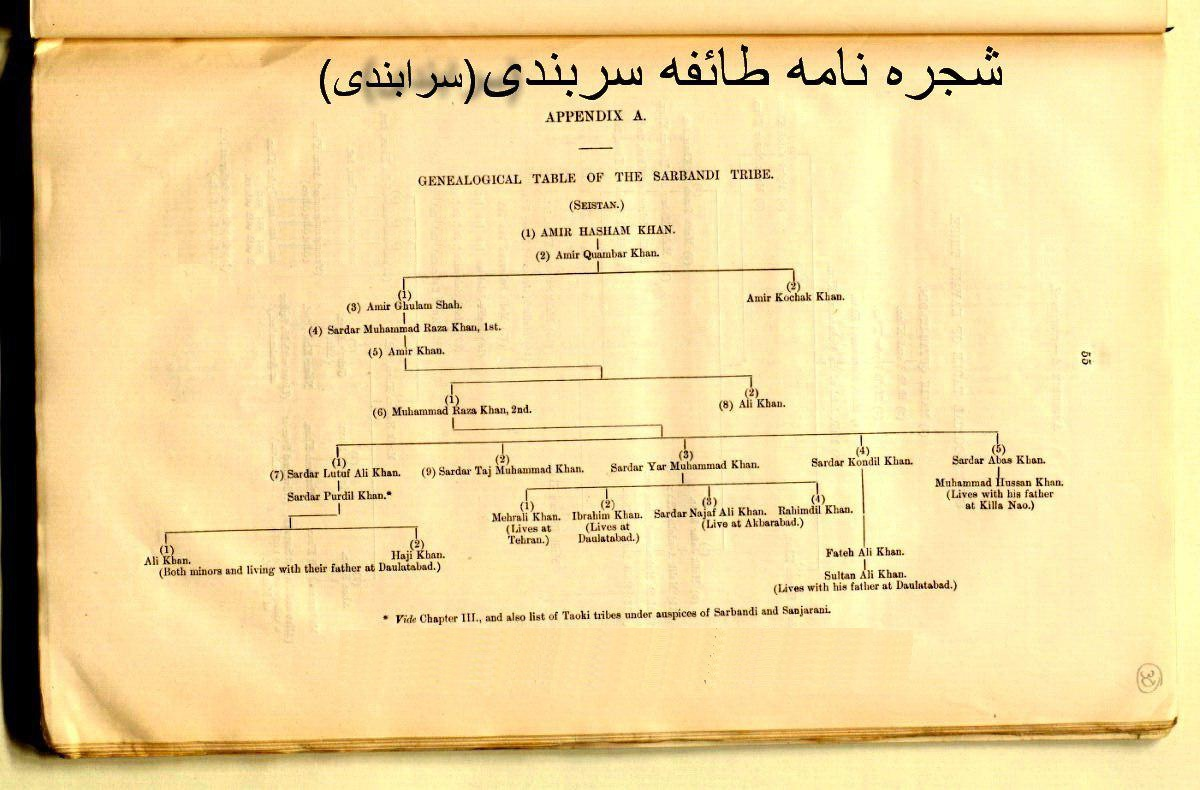
شجره نامه طایفه سرابندی

مؤلف کتاب نوزدهم بهمن جواد محمدی خمک می‌نویسد من اولین بار نام آنها را همراه نام شهرکی‌ها، به تاریخ سلطنت شاه تهماسب اول صفوی، در احیاء الملوک دیده‌ام که در آن زمان همراه ایل شهرکی در رامرود و زره سیستان (سمت چپ سرشیله و جنوب تاسوکی کنونی یا به عبارتی دیگر در دلتای جنوبی هیرمند)، جمعی از آنها بود و باش داشته‌اند و بزرگانشان اختیار دار این منطقه بوده و هرگز به حاکم برگزیده شده از سوی حکومت صفوی دخل نمی‌داده‌اند و در میانشان نقیب محمد شاهی ملا (به احتمال ملاشاهی‌های امروزی)، مشهور به سخت کمان و، نقیب جمال، هردو سربندی، و نقیب رئیس شهرکی: «هرگز هیچ‌کس را از طوایف اتراک گماشتگان حکومت صفوی به ایشان دست نبود» سربندی‌ها منسوب به ناحیه سربند سیستان‌اند و محل آن در ناحیهٔ جنوب شهر زابل کنونی در بخش سفرنامه اسمیت ذکر شده است.

## ریشه‌شناسی
بزرگان این طایفه خود را از قوم سیستانی و سیستانی الاصل می‌داند، که در سیستان مرزدار بودند، نیروی متمرکز آن‌ها موجب شد، که یک بار در زمان دیلمیان و بار دیگر در زمان تیمور به نقاط دیگر ایران تبعید شوند، ولی هربار پس از افول قدرت تبعیدکنندگان سربندی‌ها به وطن خود بازگشتند.
محمد رضا خان آخرین رئیس طایفه سربندی، این طایفه و طایفه براهوئی از اعقاب مالک اشتر نخعی هستند، که در زمان خلافت عمر به ایران آمده می‌داند. شهرت این طایفه به نخعی بنا به قول راوی بستگی آن‌ها به مالک اشتر است.
نامبرده می‌گوید: این طایفه بعد از آمدن به ایران نخست با نام نخعی در کردستان ایران ساکن شدند، ولی بعدها به عراق عجم و حدود اراک امروزی مهاجرت کرده و در کوه‌هایی به نام سربند مسکن گزیدند، و از آن زمان این طایفه به علت سکونت در ناحیه سربند (که درحوزه سیرآخوراست) به طایفه سربندی شهرت یافتند.
به نظر یکی از بزرگان این طایفه اگر برخی از سرداران این طایفه خود را از نسل عرب دانسته‌اند، به علت سیاست حاکم بر زمان بوده که عرب‌ها مصدر قدرت بوده‌اند، و سران طایفه برای حفظ خود از صدمه آنان خودرا عرب قلمداد کرده‌اند.
کرزن می‌نویسد: تیمور سربندی‌ها را از سیستان به همدان انتقال داد، ولی نادرشاه و شاهرخ آن‌ها را برگردانید.
به نظر سایکس سربندی‌ها ساکنین قدیمی سیستان بوده‌اند. تیمور لنگ آن‌ها را به بروجرد کوچ داد ولی نادرشاه دوباره آن‌ها را به وطن خود بازگردانید. وی در جای دیگر می‌نویسد: سربندی‌ها یعنی مقتدرترین ایلات این ناحیه می‌باشند، تیمور این طایفه را قلع و قمع نمود، و معدودی را که باقی مانده بودند، به بروجرد کوچ داد، و نادرشاه نیز بعدها عده‌ای از سربندی‌ها را که در حدود سه هزار خانوار بودند، به سیستان فرستاد.
بسیاری از منابع انتقال سرابندی‌ها به سیستان را از جانب نادر دانسته‌اند، اما به‌طوری که تاریخ شفاهی این طایفه نشان می‌دهد ، انتقال سربندی‌ها به سیستان توسط نادرشاه حقیقت ندارد، زیرا سربندی‌ها قبل از نادر هم در سیستان مقیم و صاحب قدرت بوده‌اند، و حتی وقتی درسال ۱۱۵۰ نادر برای تسخیر قندهار اقدام کرد، زمانی که برای انتظام اموریه سیستان رفت، رئیس و بزرگ طایفه سربندی میرقنبرخان بود، نادرشاه او را باخود به قندهار برد، میرقنبرخان درگرفتن قندهار خدمت نموده اعتبار در حضور نادرشاه پیداکرد.

## حکومت در سیستان
مقر اصلی سرابندی‌ها در سیستان، «سه کوهه» نام داشت. رئیس آنان فردی به نام میرقنبر(قمبر) بود که کلانتر این منطقه محسوب میشد. پس از او قدرت وی در خانواده‌اش به ارث ماند.

## سرداران طایفه سرابندی در سیستان
- امیر مجدالدین سربندی قرن ۸ ش
- امیرعلی سربندی قرن ۸ ش
- سردار محمدحسن خان ممسنی
- امیر قنبرخان سربندی ممسنی اواخر صفوی و دوره نادرشاه افشار
- امیر کوچک خان سربندی
- امیر رستم خان سربندی
- امیر غلام شاه خان
- سردار محمدرضاخان اول دورهٔ زندیه و اوایل قاجار
- سردار امیرخان دوره قاجار
- سردار محمدرضاخان دوم حاکم سیستان معاصر محمدشاه و ناصرالدین شاه
- سردار لطفعلی خان فرزند محمدرضاخان
- سردار علی خان خان حسام الملک حاکم سیستان(۱۸۵۱ تا ۱۸۶۸)، وی پرچم ایران را بر فراز مقر سرابندی‌ها در سکوهه برافراشت.
- سردار تاج محمدخان سرابندی حاکم سیستان۱۸۵۸ تا ۱۸۶۷ م (حکومت سرابندی در سیستان با دسیسه انگلیس و خاندان علم بوسیله ناصرالدین شاه منقرض شد)
- سردار پردل خان اواخر قاجار
- سردار محمدرضاخان سرابندی وفات ۱۳۶۵شمسی نامدارترین فرد معاصر سیستان
- سردار ابراهیم خان پردلی نماینده سیستان در مجلس شورای ملی، آخرین چهره نامدار سیستان وفات ۱۳۸۷ ش
- سردار محمدعمر خان پرستی